# Cieplicówka
Cieplicówka, Kanał Cieplicówka – wschodnie ramię ujściowe (o długości 7,5 kilometra) Nogatu do Zalewu Wiślanego. Po wschodniej stronie Cieplicówki znajduje się Wyspa Nowakowska. Cieplicówka należy do cieków nieżeglownych.
Silne wiatry z sektora północnego powodują wylewy słonych wód zalewowych i podnoszenie poziomu wód w rzece. Cieplicówka jest na całej długości obwałowana. Zlewnię tworzy teren położony pomiędzy wałami przeciwpowodziowymi. Przyległy obszar w znacznej części depresyjny jest odwadniany za pomocą pomp do Nogatu, Elbląga i bezpośrednio do Zalewu Wiślanego. Rzeka wraz ze zlewnią znajdują się na terenie Obszaru Chronionego Krajobrazu Rzeki Nogat i graniczy z rezerwatem przyrody Ujście Nogatu.